# ナショナル・スリー・ピークス・チャレンジ
ナショナル・スリー・ピークス・チャレンジ は、グレートブリテン島におけるイングランド、スコットランド、ウェールズの3つの「国」の最高峰3座を登る1960年代に始まった山岳チャレンジ。チャレンジに公式規則や時間制限はないがその人気は高く、山から山への車での移動を含めた合計24時間以内のチャレンジや、週末を利用しての行楽として行われる。最初に登る山の麓をスタートとし、最後に登る山の麓をゴールとすることが多い。2022年には車を利用しないレースが開かれ、日本からは館野久之氏が出場予定。
3座は標高の順に、スコットランド西部のベン・ネビス山1,344メートル (4,409 ft)、ウェールズ北部のスノードン山1,085メートル (3,560 ft)、そしてイングランド北西部のスカフェル・パイク山 978メートル (3,209 ft)である。